# Don E. Wilson
Don Ellis Wilson (ur. 30 kwietnia 1944 w Davis, Oklahoma) – amerykański zoolog, emerytowany kurator działu kręgowców w Smithsonian Institution, emerytowany kurator działu ssaków Narodowego Muzeum Historii Naturalnej w Waszyngtonie. Specjalista w zakresie biologii ewolucyjnej ssaków. Były prezes American Society of Mammalogists oraz honorowy członek tego towarzystwa. Autor i współautor wielu publikacji, m.in.  „Mammals of North America” (współautor), „Mammal Species of the World” i „Handbook of the Mammals of the World” (współautor i współredaktor).

## Specjalizacja zawodowa
W 1970 na podstawie publikacji „Life history of Myotis nigricans (Mammalia: Chiroptera)” uzyskał na University of New Mexico stopień naukowy doktora. W pracy zawodowej specjalizował się w biologii ewolucyjnej ssaków, głównie nietoperzy.

## Narodowe Muzeum Historii Naturalnej – Smithsonian Institution
W 1971 Wilson został zatrudniony przez rządową agencję United States Fish and Wildlife Service (ang. Służba Połowu i Dzikiej Przyrody Stanów Zjednoczonych) na stanowisku zoologa badawczego. Zespół (Biological Survey Unit) funkcjonował w Narodowym Muzeum Historii Naturalnej w Waszyngtonie. Z muzeum tym związał się na lata. W okresie 1973–1978 był tam szefem działu ssaków (Mammal Section), od 1978 do 1983 był szefem jednej z jednostek muzeum (Museum Section), a w latach 1983–1990 szefem działu badawczego (Biological Survey). Od września 1990 do 2000 był szefem Programów Różnorodności Biologicznej (Biodiversity Programs) w jednostce nadrzędnej muzeum – Smithsonian Institution, a w 2000 powrócił do pracy w dziale ssaków muzeum jako starszy naukowiec (senior scientist) i kurator.

## Stowarzyszenia, rady naukowe i redakcje
W latach 1986–1988 był prezesem Amerykańskiego Towarzystwa Mammalogicznego (American Society of Mammalogists). Pełnił także funkcję prezesa Association for Tropical Biology. Był redaktorem wielu redakcji czasopism branżowych, między innymi „Journal of Mammalogy” i „Mammalian Species” i „Special Publications”.
Był członkiem rad wielu naukowych, w tym: dyrektorów Bat Conservation International, The Biodiversity Foundation for Africa, Integrated Conservation Research i The Lubee Foundation.

## Wyróżnienia i nagrody
Don E. Wilson jest laureatem wielu nagród, między innymi nagrody Smithsonian Institution Award for Excellence in Tropical Biology, a także nagrody US Fish and Wildlife Service Outstanding Publication Award i nagrody Associacion Mexicana de Mastozoologia: Reconocimiento. W 2002 został honorowym członkiem American Society of Mammalogists.
Od nazwiska Dona E. Wilsona tworzono eponimy mające na celu upamiętnienie tego naukowca: epitet gatunkowy wilsoni w nazwie naukowej węża Myriopholis wilsoni z rodziny nitkowatych (Leptotyphlopidae), a także w nazwie ssaka z podrodziny pałanek (Phalangerinae) Spilocuscus wilsoni (kuskus niebieskooki).

## Wybrane publikacje
Don E. Wilson jest autorem lub współautorem ponad 200 publikacji naukowych, między innymi:
- Wilson, Don E., Lacher, Thomas E., and Mittermeier, Russell A., eds. 2016. Handbook of the Mammals of the World: Rodents 2. Barcelona: Lynx Edicions.
- Wilson, Don E., Lacher, Thomas E., and Mittermeier, Russell A., eds. 2016. Handbook of the Mammals of the World: Lagomorphs and Rodents 1. Barcelona: Lynx Edicions.
- Wilson, Don E. and Mittermeier, Russell., eds. 2015. Handbook of the Mammals of the World: volume 5 Monotremes and Marsupials. Barcelona: Lynx Ediciones.
- Wilson, Don E. and Mittermeier, Russell A., eds. 2014. Handbook of Mammals of the World: Sea Mammals. Barcelona: Lynx Edicions.
- Mittermeier, Russell A., Rylands, Anthony B., and Wilson, Don E., eds. 2013. Handbook of Mammals of the World: Primates. Barcelona: LYNX.
- Wilson, Don E. and Mittermeier, Russell A., eds. 2009. Handbook of the Mammals of the World. Barcelona: Lynx Edicions.
- Kays, Roland W. and Wilson, Don E. 2009. Mammals of North America, Second Edition. Princeton, NJ: Princeton University Press.
- Ruff, Sue and Wilson, Don E. 2009. Artie and Merlin. Washington: Tenley Circle Press.
- Shenbrot, G. I., Sokolov, V. E., Heptner, V. G., and Koval'skaya, Yu M. 2008. Jerboas: Mammals of Russia and Adjacent Regions. Moscow: Nauka.
- Wilson, Don E. and Reeder, D. M. 2005. Mammal Species of the world, Third Edition. Johns Hopkins University Press.
- Fernández, Miguel, Hamilton, Healy, Reichle, Steffen, Wilson, Don E., Heyer, Ronald W., and McDiarmid, Roy W. 2004. Verificando un modelo predictivo de distribución de anfibios para Bolivia.
- Winston, R. and Wilson, Don E. 2004. Human. Dorling-Kindersley, Limited.
- Clutton-Brock, J. and Wilson, Don E. 2003. Mammal. Dorling-Kindersley Limited.
- Kays, R. W. and Wilson, Don E. 2002. Mammals of North America. Princeton Field Guides. Princeton University Press.
- Wilson, Don E., Cole, F. Russell, Nichols, J. D., Rudran, Rasanayagam, and Foster, Mercedes S. 1996. Measuring and Monitoring Biological Diversity: Standard Methods for Mammals. Washington, D.C. and London: Smithsonian Institution Press.